# Bernardov
Bernardov (deutsch Bernardsdorf) ist eine Gemeinde in Tschechien. Sie liegt 13 Kilometer östlich von Kolín und gehört zum Okres Kutná Hora.

## Geographie
Bernardov befindet sich in den nordwestlichsten Ausläufern des Eisengebirges zwischen den Tälern der Doubrava und Elbe.
Nachbarorte sind Kojice und Chvaletice im Norden, Hornická Čtvrť im Nordosten, Zdechovice im Osten, Horušice im Südosten, Sulovice und Lišice im Süden, Habrkovice im Südwesten, Kobylnice im Westen sowie Záboří nad Labem und Vinařice im Nordwesten.

## Geschichte
Bernardov wurde zum Ende des 17. Jahrhunderts durch den Besitzer der Herrschaft Nové Dvory, Bernard František Graf von Věžník, an der Stelle eines früheren Freihofes der Herren Lukavecký von Lukavec gegründet. Er errichtete einen Gutshof, um den er zehn Fronarbeiterfamilien ansiedelte. Das Dorf wurde im Jahre 1700 erstmals urkundlich erwähnt und war der Herrschaft Nové Dvory untertänig.
Nach der Ablösung der Patrimonialherrschaften bildete Bernardov ab 1850 einen Ortsteil der Gemeinde Kobylnice im Bezirk Kutná Hora. In den 1920er Jahren wurde Bernardov zu einer selbständigen Gemeinde und kam 1950 zum Okres Přelouč. Bei der Gebietsreform von 1961 wurde die Gemeinde wieder dem Okres Kutná Hora zugeordnet. Mit Beginn des Jahres 1980 erfolgte die Eingemeindung nach Mikuláš. Seit dem 24. November 1990 bildet Bernardov wieder eine Gemeinde.

## Gemeindegliederung
Für die Gemeinde Bernardov sind keine Ortsteile ausgewiesen.